# Mariya Yahorava
Mariya Yahorava –en bielorruso, Марыя Ягорава; en ruso, Мария Егорова, Mariya Yegorova– (5 de marzo de 1985) es una deportista bielorrusa que compitió en lucha libre. Ganó una medalla de plata en el Campeonato Mundial de Lucha de 2006 y una medalla de bronce en el Campeonato Europeo de Lucha de 2005.

## Palmarés internacional
| Campeonato Mundial | Campeonato Mundial | Campeonato Mundial | Campeonato Mundial |
| Año                | Lugar              | Medalla            | Categoría          |
| ------------------ | ------------------ | ------------------ | ------------------ |
| 2006               | Cantón (China)     | Medalla de plata   | 55 kg              |
| Campeonato Europeo |                    |                    |                    |
| Año                | Lugar              | Medalla            | Categoría          |
| 2005               | Varna (Bulgaria)   | Medalla de bronce  | 55 kg              |